# My Name Is Barbra, Two...
My Name Is Barbra, Two... é o sexto álbum de estúdio da cantora estadunidense Barbra Streisand e o segundo dedicado ao especial estrelado por ela na emissora de TV CBS, intitulado My Name Is Barbra.
O lançamento ocorreu em outubro de 1965, coincidindo com sua retransmissão, para promovê-los, a Columbia Records planejou uma grande campanha publicitária e promocional que incluiu: publicidade de página inteira nas revistas TV Guide e Esquire, comerciais nas trinta maiores emissoras de rádio do país e pôsteres em oitocentos locais movimentados a fim de atrair uma audiência significativa e um número substancial de compradores de discos.
Dois singles foram extraídos, "He Touched Me" (cujo compacto simples trazia "I Like Him" como lado B) e "Second Hand Rose" (que trazia "The Kind of Man a Woman Needs" como lado B)  que atingiram as posições de números 53 e 32 na Billboard Hot 100 e números dois e cinco na Adult Contemporary, da mesma revista, respectivamente.
A recepção da crítica especializada foi favorável. William Ruhlmann, do site estadunidense AllMusic, avaliou com três estrelas de cinco e notou que não há como considerá-lo uma sequência do seu predecessor, visto que apenas uma música (o "Medley") faz parte do especial de TV, enquanto as outras se dividem em canções inéditas, tais como: "He Touched Me", "The Shadow of Your Smile" (trilha do filme The Sandpiper, do mesmo ano, estrelado por Elizabeth Taylor e Richard Burton),  e "No More Songs for Me", junto a canções obscuras, como as dos compositores Lorenz Hart e Richard Rodgers, "Quiet Night" e "Where's That Rainbow?", além da versão cover de "Second Hand Rose", sucesso na voz de Fanny Brice, entre outras.
Comercialmente, estreou na posição de número 125, na parada musical Billboard 200, na semana que terminou em 6 de novembro de 1965, atingiu sua posição máxima, no número dois, em 9 de novembro do mesmo ano, e passou 74 semanas na lista. Em 4 de janeiro de 1966, a Recording Industry Association of America (RIAA) o certificou com um disco de ouro por mais de 500 mil cópias vendidas nos Estados Unidos. Foi o décimo quarto álbum mais vendido de 1966, segundo a revista Cash Box. Em 26 de novembro de 1986, receberia um disco de platina por mais de um milhão de cópias vendidas, sendo um entre três álbuns da cantora, lançado nos anos de 1960, a atingir tal feito, os outros são People e A Christmas Album. No Reino Unido, atingiu o pico de #2, enquanto na Austrália atingiu a posição de número cinco, na parada musical da Kent Music Report.
Em 1966, a revista LIFE informou que as vendas superaram mais de um milhão de cópias no mundo.

## Lista de faixas
- Créditos adaptados do encarte do LP My Name Is Barbra, Two..., de 1965.[16]

| N.º | Título | Compositor(es)                                | Duração |  |
| 1.  | "He Touched Me" | Ira Levin, Milton Schafer                     | 3:10    |  |
| 2.  | "The Shadow of Your Smile" | Johnny Mandel, Paul Francis Webster           | 2:45    |  |
| 3.  | "Quiet Night" | Lorenz Hart, Richard Rodgers                  | 2:25    |  |
| 4.  | "I Got Plenty of Nothin'" | George Gershwin, Ira Gershwin, DuBose Heyward | 3:08    |  |
| 5.  | "How Much of the Dream Comes True" | John Barry, Trevor Peacock                    | 3:05    |  |
| 6.  | "Second Hand Rose" | Grant Clarke, James F. Hanley                 | 2:09    |  |
| 7.  | "The Kind of Man a Woman Needs" | Michael Leonard, Herbert Martin               | 3:53    |  |
| 8.  | "All That I Want" | Francine Forest, Neil Wolfe                   | 3:48    |  |
| 9.  | "Where's That Rainbow" | Hart, Rodgers                                 | 3:39    |  |
| 10. | "No More Songs for Me" | Richard Maltby, Jr., David Shire              | 2:53    |  |
| 11. | "Medley" (Second Hand Rose / Give Me the Simple Life / I Got Plenty of Nothin' / Brother, Can You Spare a Dime? / Nobody Knows You When You're Down and Out / Second Hand Rose / The Best Things in Life Are Free) | Vários                                        | 5:43    |  |

## Tabelas
| Tabela musical                       | Melhor posição |
| ------------------------------------ | -------------- |
| Australia Albums (Kent Music Report) | 5              |
| Reino Unido (UK Albums Chart)        | 6              |
| Estados Unidos (Billboard 200)       | 2              |

| Tabela musical (1966) | Posição |
| --------------------- | ------- |
| US Cash Box           | 14      |

## Certificações e vendas
| País                    | Certificação | Vendas    |
| ----------------------- | ------------ | --------- |
| Estados Unidos (RIAA)   | Platina      | 1,000,000 |
| Resumos                 |              |           |
| Mundo (vendas até 1966) | —            | 1,000,000 |